# Tony Carbajal
José Antonio Carbajal Flores (Ciudad de México; 20 de agosto de 1921 - 4 de octubre de 1995), más conocido como Tony Carbajal, fue un actor mexicano de cine, teatro y televisión. Además fue un destacado locutor y director.

## Primeros años
Nació en Ciudad de México como José Antonio Carbajal Flores, siendo hijo del doctor José Manuel Carbajal Chavarri y de la cantante y actriz Carmen Flores Alatorre. Tuvo cuatro hermanos: Carlos, María Luisa, Rosita y Anita. Sus padres eran amantes del arte y por ello Carbajal conoció y aprendió una vasta cultura a muy temprana edad. En su juventud fue torero, bailarín, campeón ecuestre y futbolista. Luego entró a un seminario para ordenarse sacerdote pero lo abandonó. Estudió ingeniería en sonido, pero finalmente se decidió por la actuación. Además de actor fue director, letrista y compositor. Además del español hablaba fluidamente tres idiomas: francés, inglés y latín.

## Carrera
Como profesional se inició en la radio XEW en 1938 como locutor. Tal fue su buen desempeño que en 1949 fue nombrado delegado de radio por el legendario actor Jorge Negrete, quien en ese entonces era Secretario General de la ANDA. Fue el fundador de la Televisión Independiente de México (TIM), con ello abrió nueve televisoras en la República.
Como actor destacó en películas de la Época de oro del cine mexicano como Dancing, Salón de baile, El fantasma se enamora y La gitana blanca. También en este período intervino en películas en Estados Unidos como The Treasure of Pancho Villa, Comanche y A Woman's Devotion. Después regresó a México y siguió trabajando en una gran cantidad de películas entre las que se encuentran: Mundo, demonio y carne, La hermana blanca, Y Dios la llamó Tierra y El señor doctor. A su vez participó en más de 30 telenovelas, entre muchas otras: Murallas blancas, No basta ser médico, Lo imperdonable, La hiena, Barata de primavera, Acompáñame, Vamos juntos, Amor ajeno, Destino y Milagro y magia, por el que fue galardonado con el premio TVyNovelas a Mejor primer actor.
En los últimos 20 años de su vida desempeñó la labor de Presidente de la Comisión de Justicia y Honor de la ANDA, velando por los actores ancianos.
Su último trabajo como actor fue en la telenovela de 1993 Sueño de amor producida por José Rendón.

## Vida personal
Carbajal se casó con Lucille Henderson en 1946, procrearon dos hijos, María Martha y Antonio. Su yerno fue el actor Leonardo Daniel quien se casó con su hija. Fue abuelo de tres nietos: Ximena y Leonardo (hijos de María Martha); y Antonio (hijo de Antonio).

## Fallecimiento
Después de su papel en Sueño de amor, Carbajal fue diagnosticado con el mal de Alzheimer y enfisema pulmonar. Murió el 4 de octubre de 1995 en Ciudad de México a causa de esta última enfermedad. Sus restos descansan en el Panteón Español.

## Filmografía

### Televisión
- Sueño de amor (1993) .... Anselmo
- Milagro y magia (1991) .... Roque
- Destino (1990) .... Dr. Montoya
- Carrusel (1989-1990) .... Elías
- El rincón de los prodigios (1987-1988) .... Padre Agustín
- Dr. Cándido Pérez (1987-1993)
- Chespirito (1987) ....Doctor
- Yesenia (1987) .... Ramón
- Lista negra (1986-1987) .... Pablo
- Un solo corazón (1983-1984)
- El amor ajeno (1983-1984) .... Oscar Enríquez
- Acompáñame (1977) .... Dr. Beltrán
- La venganza (1977-1978) .... Dupré
- Rina (1977) .... Agente Ministerio Público
- Barata de primavera (1975-1976) .... Arturo de la Lama
- El manantial del milagro (1974) .... Agustín
- La hiena (1973-1974) .... Abelardo Solís
- El Cristo negro (1971)
- Central de emergencia (1964)
- El crisol (1964)
- La doctora (1964)
- Gabriela (1964) .... Francis
- Lo imperdonable (1963)
- Pablo y Elena (1963)
- La gloria quedó atrás (1962)
- No basta ser médico (1961)
- La sospecha (1961)
- Murallas blancas (1960)
- Secretaria o mujer (1960)
- La casita del odio (1960)

### Películas
- Cargamento prohibido (1966)
- El señor doctor (1965) .... Dr. Pablo Montero
- Los hijos que yo soñé (1965)
- Of Love and Desire (1963) .... Dr. Renard
- Los secretos del sexo débil (1962)
- Y Dios la llamó Tierra (1961)
- Rosa Blanca (1961)
- Confidencias matrimoniales (1961)
- Matrimonios juveniles (1961)
- La hermana blanca (1960)
- El tesoro de Chucho el Roto (1960)
- Isla para dos (1959)
- Ten Days to Tulara (1958)  .... Francisco
- Locos por la televisión (1958)
- Música y dinero (1958)
- Pepito y los robachicos (1958)
- Locura musical (1958)
- ¡Viva el amor! (1958)
- El último rebelde (1956)
- A Woman's Devotion (1956) .... Sargento
- Comanche (1956)  .... Serpiente pequeña
- The treasure of Pancho Villa (1955) .... Farolito
- A Life in the Balance (1955)  .... Pedro
- La gitana blanca (1954)
- Traigo mi 45 (1952)
- Dancing, Salón de baile (1952)

## Teatro
- El candidato de Dios
- El sueño de la razón
- La casa de té de la luna de agosto
- La tempestad
- La vidente
- Yocasta o casi
- Un día de éstos
- La muerte de un agente viajero

## Premios

### Premios TVyNovelas
| Año  | Categoría                 | Telenovela                 | Resultado |
| ---- | ------------------------- | -------------------------- | --------- |
| 1992 | Mejor primer actor        | Milagro y magia            | Ganador   |
| 1989 | Mejor actor experimentado | El rincón de los prodigios | Nominado  |
| 1987 | Mejor actor experimentado | Lista negra                | Nominado  |